# Jagdstaffel 25

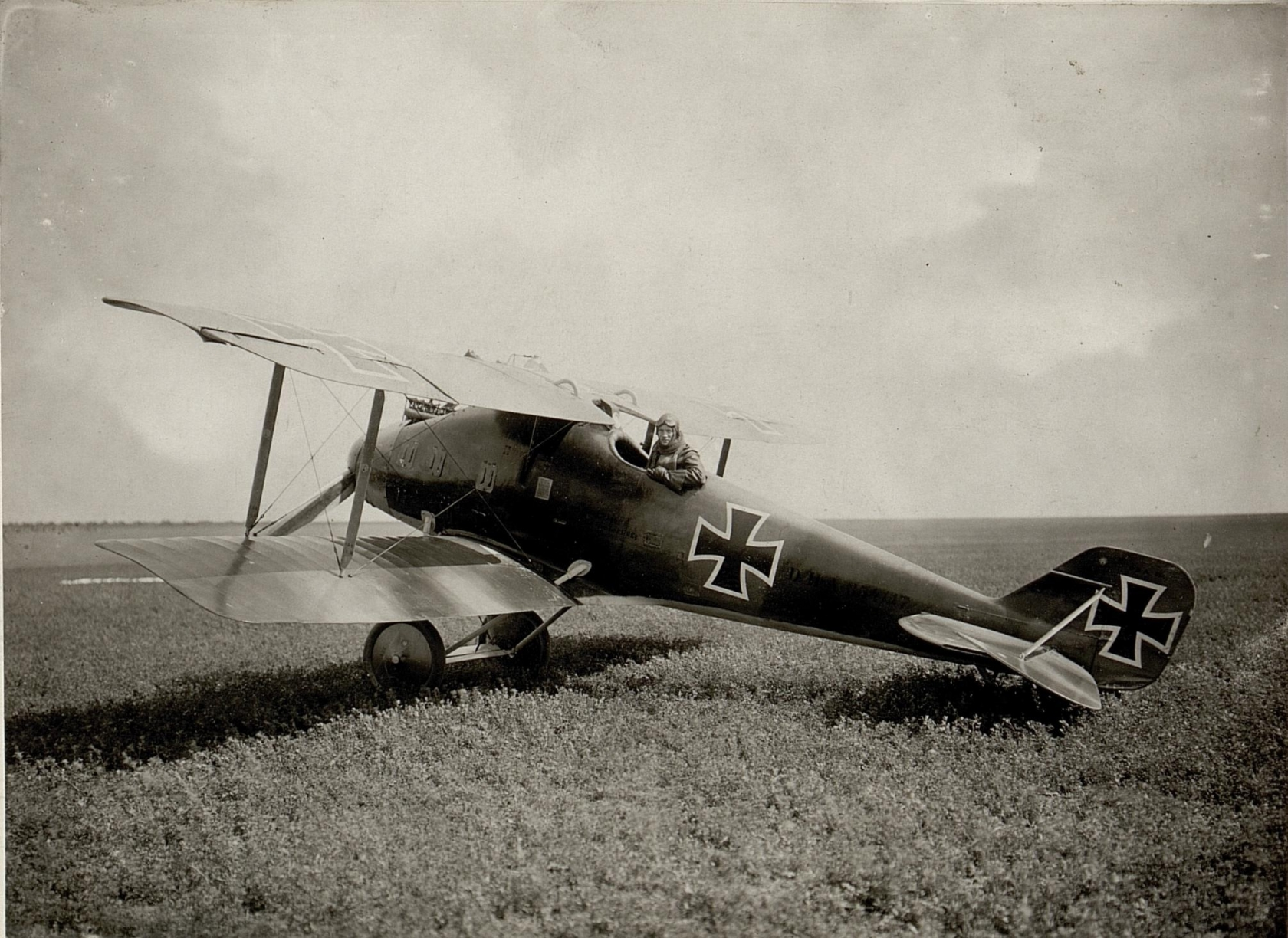
LFG Roland D.II

Jagdstaffel 25 – Königlich Preußische Jagdstaffel Nr. 25 – Jasta 25 jednostka lotnictwa niemieckiego Luftstreitkräfte z okresu I wojny światowej.

## Informacje ogólne
Jednostka została utworzona na początku listopada 1916 roku. Po organizacji eskadry skierowano ją na front 1 grudnia 1916 roku i dowództwo powierzono kapitanowi Friedrich-Karl Burckhardt, który przyszedł z Feldflieger Abteilung 30. W całym okresie swojego istnienia operowała na froncie macedońskim.
Pierwszymi samolotami eskadry były Halberstadt D.II, a później Albatros D.III oraz LFG Roland D.II.
Jasta 25 w całym okresie wojny odniosła ponad 46 zwycięstw nad samolotami nieprzyjaciela i 8 nad balonami nieprzyjaciela. W okresie od grudnia 1917 do listopada 1918 roku jej straty wynosiły 2 zabitych w walce, 1 zabitych w wypadkach, 1 rannych.
Łącznie przez jej personel przeszło 6 asów myśliwskich:
Gerhard Fieseler (19), Reinhard Treptow (6),  Friedrich-Karl Burckhardt (5), Erich Schütze (2), Otto Könnecke (3), Otto Brauneck (3).

## Dowódcy Eskadry
| Stopień   | Nazwisko                  | Okres                   |
| --------- | ------------------------- | ----------------------- |
| Kapitan   | Friedrich-Karl Burckhardt | 02.12.1916 - 01.02.1918 |
| Porucznik | August Rose               | 01.02.1918 - 11.11.1918 |